# Powiat Higashiusuki
Powiat Higashiusuki (jap. 東臼杵郡 Higashiusuki-gun) – powiat w Japonii, w prefekturze Miyazaki. W 2024 roku liczył 24 793 mieszkańców.

## Miejscowości
- Kadogawa
- Misato
- Morotsuka
- Shiiba